# El Sabinito
El Sabinito es el nombre de una ruina precolombina asociada a la civilización huasteca. Ubicado en el estado mexicano de Tamaulipas, El Sabinito se encuentra aproximadamente a 25 kilómetros al suroeste y 96 kilómetros al este de las actuales ciudades Soto la Marina y Ciudad Victoria. Junto al Balcón de Montezuma, el Sabinito marca el límite y extremo más al norte de la civilización mesoamericana.

## Historia
El Sabinito fue descubierto por casualidad en 1982 en una región de Tamaulipas caracterizada por sus selvas tropicales vírgenes y una humedad sofocante. El descubrimiento ocurrió durante la construcción de carreteras nuevas para la industria maderera. La región se encuentra dentro del territorio del municipio Soto la Marina y al norte de la Sierra de Tamaulipas.

## Sociedad
Los huastecos de Tamaulipas originalmente pertenecían a la cultura maya, pero emigraron hacia el norte a su sitio actual alrededor del 1300 a. C. A su llegada, los inmigrantes huastecos hicieron un esfuerzo concertado por preservar su identidad maya. Resistieron la asimilación de extranjeros e invasores durante aproximadamente mil años hasta que finalmente integraron aspectos de las culturas de sus vecinos nómadas en 300 de la era cristiana. Si bien los restos arqueológicos indican que la actividad humana alrededor del río Soto la Marina surgió en el año 10000 a. C., la construcción y ocupación de El Sabinito por parte de los huastecas solo comenzó en el año 200 d. C. El Sabinito mostró signos de declive alrededor del año 1000 d. C., y todos los signos de vida desaparecieron en 1300 d. C., lo que sugiere que el sitio estaba abandonado. El motivo de este abandono está aún por descubrir.
Debido a su ubicación en lo alto de un grupo de colinas irregulares y la presencia de formidables terrazas y terraplenes, El Sabinito pudo haber funcionado como un punto estratégico de observación que podría monitorear el movimiento de las tribus nómadas enemigas. Como tal, la composición de El Sabinito sugiere que pudo haber servido como un bastión militar y político, así como un centro cultural y residencial.
Francisco de Garay arribó al área de Soto la Marina en 1523 con la intención de fundar una colonia a la que denominó Garayana pero al no contar con apoyo social, dejó la región para Pánuco. El siguiente en llegar a la zona fue José de Escandón en el siglo XVIII.

## Arquitectura
El Sabinito era una ciudad de más de 600 edificaciones. Basado en el descubrimiento de 600 estructuras residenciales aparte de aquellas estructuras, los arqueólogos mexicanos aproximan que El Sabinito tuvo una población superior a 2,500 habitantes en su cumbre. Comparado con otras ruinas huastecas en Tamaulipas, como el Balcón de Montezuma y la Pirámide de Tammapul, El Sabinito es considerado el más urbanizado y culturalmente significativo. Todo de los edificios dentro de El Sabinito es muy bien preservó. Cuando mencionó encima, excavaciones del sitio actuado por INAH resultó en el hallazgo de más de 600 fundaciones construyeron en terrazas, pasillos, y plazas arregló symmetrically en una manera que demuestra conocimiento bastante adelantado de arquitectura.
El sitio se puede dividir en dos sectores en función de sus dos plazas principales.

### Plaza 1
La primera plaza está marcada por su ubicación más al norte y los grandes edificios que la flanquean, que son los más grandes dentro de El Sabinito. Entre estas construcciones, sobresale la pirámide circular de ocho metros de altura, con losas de piedra caliza que sobresalen de sus lados como los brazos de un molino de viento. Este estilo de pirámide particularmente cónico se ha asociado con la adoración de Ehecatl, el dios huasteco del viento del que más tarde se apropiaron los aztecas . Frente a esta pirámide hay un altar ceremonial de 2 metros por 6 metros de forma aberrantemente irregular.

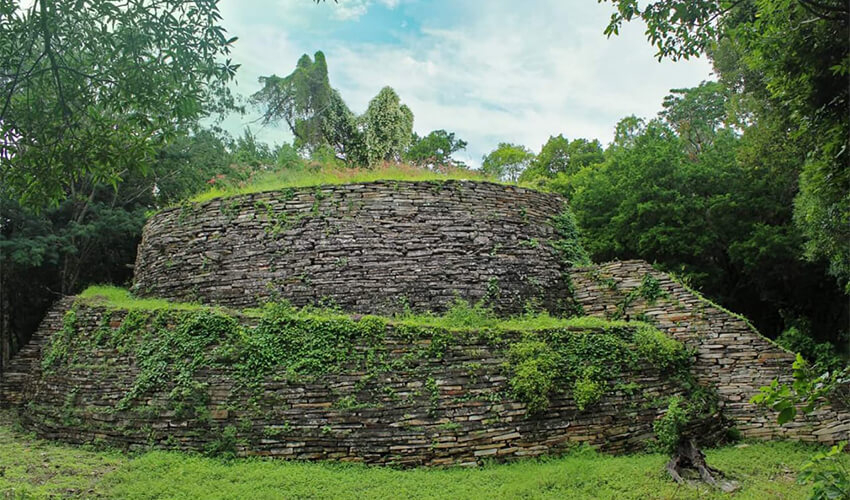
Un ángulo alternativo de la pirámide más grande de El Sabinito en la Plaza 1

### Plaza 2
Destacan dos grandes edificios gemelos circulares que parten de la ladera, unidos entre sí por un muro con una escalera para llegar a una plaza ceremonial, a la que también se accede mediante terrazas escalonadas por otras edificaciones que la rodean.